# Cosmoscarta dorsalis
Cosmoscarta dorsalis är en insektsart som först beskrevs av Walker 1851.  Cosmoscarta dorsalis ingår i släktet Cosmoscarta och familjen spottstritar. Inga underarter finns listade i Catalogue of Life.